# St. Cäcilia (Düsseldorf-Benrath)

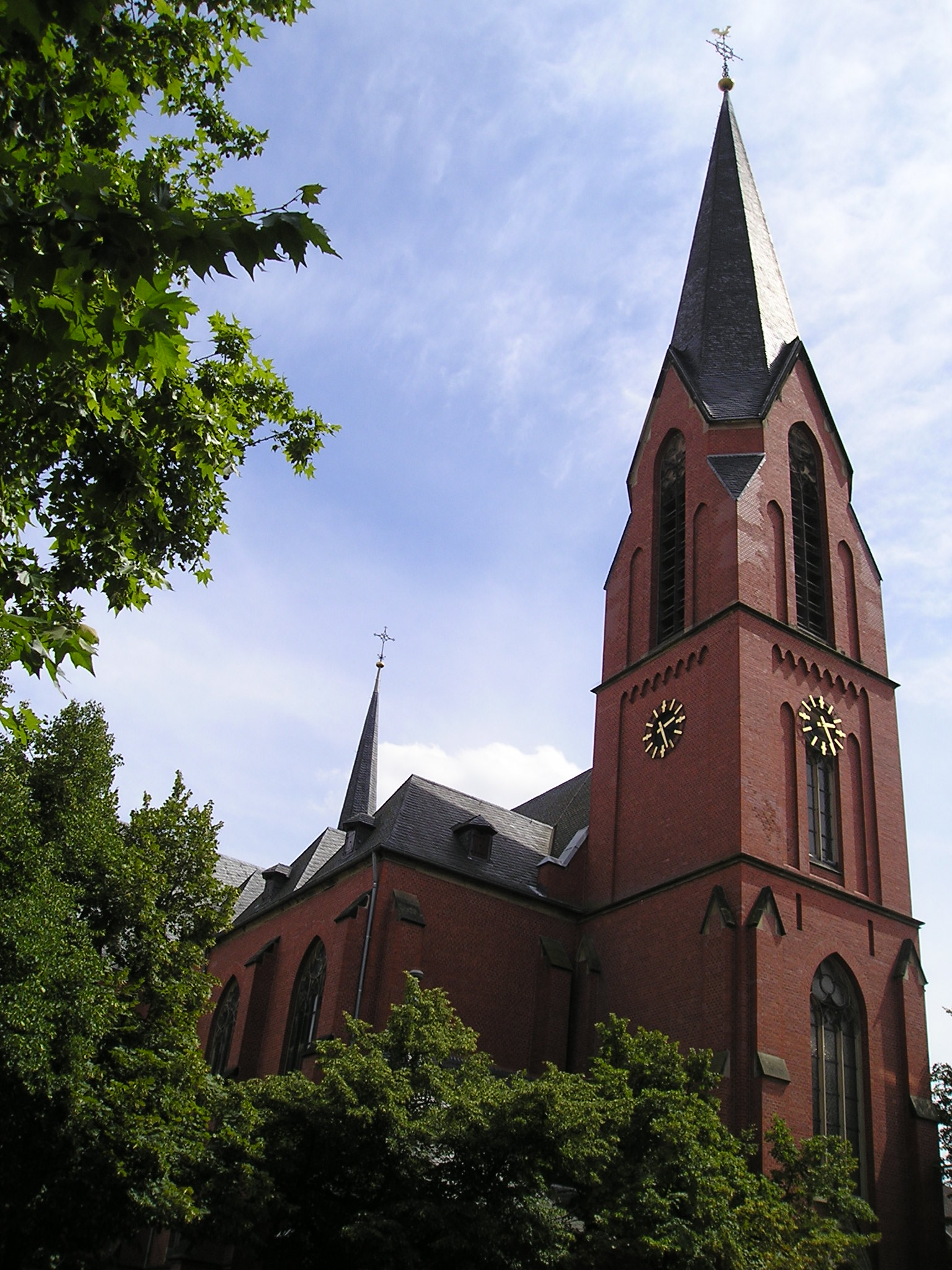
St.-Cäcilia-Kirche

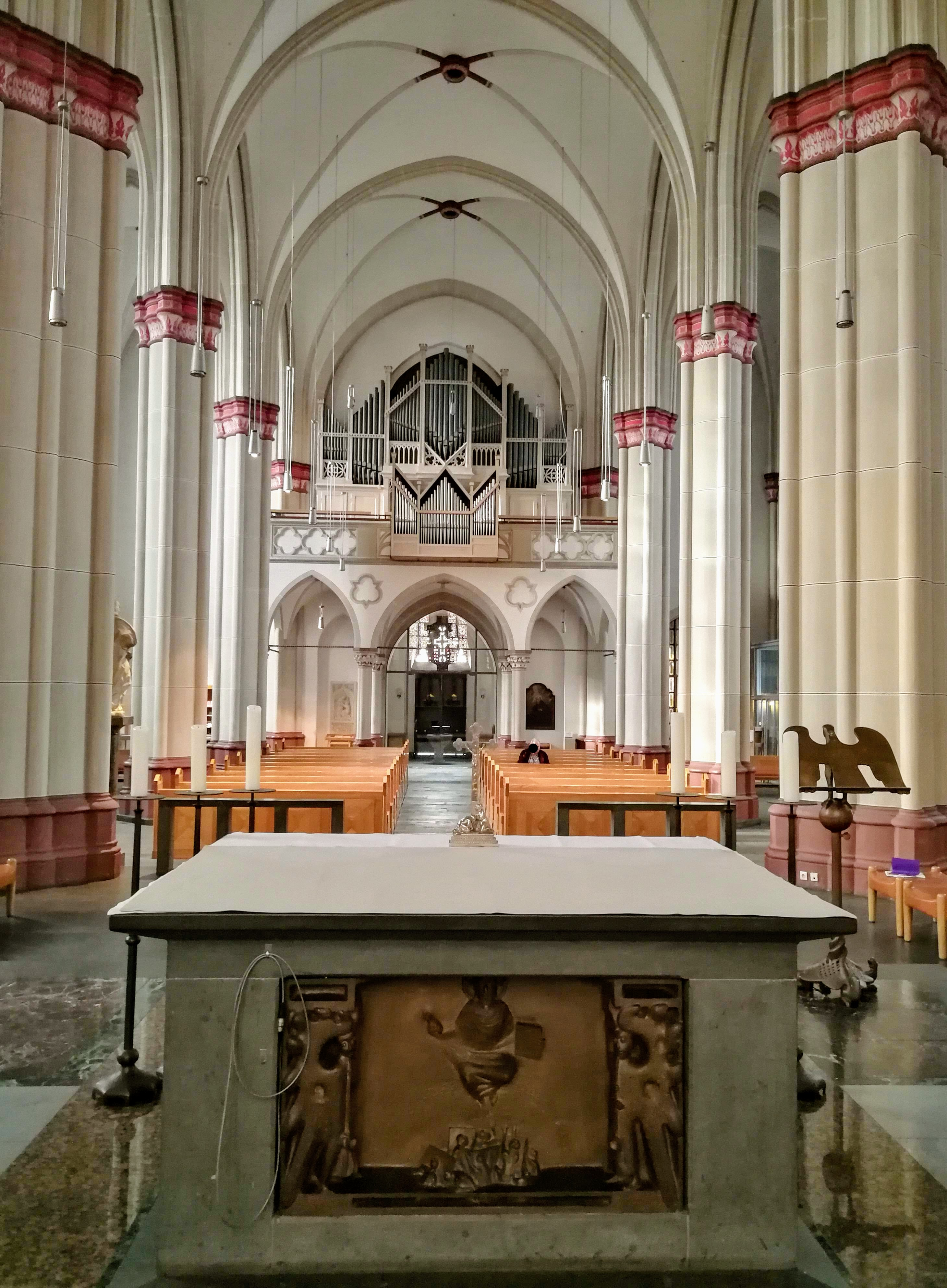
Innenraum, Blick zur Orgel

Die katholische Pfarrkirche St. Cäcilia in Düsseldorf-Benrath ist eine dreischiffige neugotische Kirche mit seitlich angefügten Turm, die im ausgehenden 19. Jahrhundert vom Architekten Wilhelm Sültenfuß errichtet wurde. Frühere Kirchenbauwerke am gleichen Ort lassen sich bis 1005 zurückverfolgen. Die gleichnamige Pfarrei bildet mit der Herz-Jesu-Pfarrei in Urdenbach den Kirchengemeindeverband Benrath-Urdenbach.

## Geschichte
Beim Abbruch der Vorgängerkirche wurde ein Stein gefunden, der die Inschrift trug: „Im Jahre des Herrn 1005 ist dieses Chorhaus errichtet worden“. Urkundlich erwähnt wird eine Kirche in Benrath erstmals 1250. Es handelte sich um eine romanische Kirche, die dem Dekanat Neuss zugehörig war.
In den Jahren von 1609 bis 1616 war diese Kirche eine Reformierte Kirche, danach wurde sie wieder katholisch.
1824 wurde eine zweite Kirche erbaut. Diese Kirche war jedoch durch die wachsende Bevölkerung im Zuge der Industrialisierung gegen Ende des 19. Jahrhunderts nicht mehr hinreichend. 1899 erhielt Wilhelm Sültenfuß den Auftrag zum Bau einer größeren Kirche unter Mitbenutzung der vorhandenen Räumlichkeiten. 1901 wurde der Grundstein gelegt; 1902 wurde die alte Kirche bis auf den Turm abgerissen; der Turm blieb stehen. 1903 wurde die neue Kirche geweiht.

## Orgel
Die erste Orgel wurde 1908 von der Orgelbaufirma Fabritius (Düsseldorf) erbaut. Das Instrument hatte 24 Register auf zwei Manualen und Pedal und pneumatische Trakturen. 1976 wurde das Instrument von der Orgelbaufirma Seifert (Kevelaer) entsprechend neobarocken Klangvorstellungen umgestaltet; insbesondere wurde ein Rückpositiv hinzugefügt, und mehrere Grundstimmen wurden durch Mixturen und Einzelaliquoten ersetzt.
In den Jahren 2006 und 2007 wurde das Instrument durch die Firma Orgelbau Schumacher (Eupen, Belgien) reorganisiert. Die neobarocken Stimmen wurden im Rückpositiv konzentriert, für das Schwellwerk und das Hauptwerk wurde eine neue Disposition erarbeitet, die dem ursprünglichen Konzept entspricht. Einige neobarocke Register wurden zugunsten von Grundstimmen aufgegeben, drei neue Zungenstimmen wurden hinzugefügt, das Gehäuse des Rückpositivs wurde optisch an das neogotische Gehäuse angepasst. Das Instrument hat 33 Register auf drei Manualen und Pedal.
| I Hauptwerk C–g3 |                 |        |     |
| 1.               | Bordun          | 16’    |     |
| 2.               | Prinzipal       | 08’    |     |
| 3.               | Harmonieflöte 0 | 08’    | (S) |
| 4.               | Gemshorn        | 08’    |     |
| 5.               | Prestant        | 04’    |     |
| 6.               | Quinte          | 02 ⁄3′ |     |
| 7.               | Oktave          | 02’    |     |
| 8.               | Mixtur IV       |        |     |
| 9.               | Trompete        | 08’    | (S) |

| II Rückpositiv C–g3 |               |        |
| 10.                 | Holzgedackt 0 | 8’     |
| 11.                 | Prinzipal     | 4’     |
| 12.                 | Flöte         | 4’     |
| 13.                 | Quinte        | 2 1⁄3′ |
| 14.                 | Waldflöte     | 2’     |
| 15.                 | Terz          | 1 3⁄5′ |
| 16.                 | Krummhorn     | 8’     |
|                     | Tremulant     |        |

| III Schwellwerk C–g3 |                       |    |     |
| 17.                  | Prinzipal             | 8’ |     |
| 18.                  | Salicional            | 8’ |     |
| 19.                  | Vox coelestis (ab c0) | 8’ | (S) |
| 20.                  | Gedackt               | 8’ |     |
| 21.                  | Prinzipal             | 4’ |     |
| 22.                  | Traversflöte          | 4’ |     |
| 23.                  | Dolkan                | 2’ |     |
| 24.                  | Trompette harmonique0 | 8’ | (S) |
| 25.                  | Oboe                  | 8’ |     |
| 26.                  | Klarinette            | 8’ | (S) |
|                      | Tremulant             |    |     |

| Pedalwerk C–f1 |               |     |     |
| 27.            | Principal     | 16’ |     |
| 28.            | Subbaß        | 16’ |     |
| 29.            | Oktavbaß      | 08’ |     |
| 30.            | Gedecktbass 0 | 08’ |     |
| 31.            | Choralbaß     | 04’ |     |
| 32.            | Posaune       | 16’ |     |
| 33.            | Trompete      | 08’ | (S) |

- Koppeln:
  - Normalkoppeln: II/I, III/I, III/II, I/P, II/P, III/P
  - Suboktavkoppeln: I/I, III/I, III/II, III/III
- Anmerkung

(S) = Register von Schumacher (2007)
1. 1 2 3  vormals im Schwellwerk.
2. ↑  vormals im Rückpositiv.
3. ↑  Erste 12 Töne neu.

## Glocken
Im Ersten Weltkrieg wie im Zweiten Weltkrieg verlor St. Cäcilia seine Glocken, die eingeschmolzen wurden. 1949 erhielt die Kirche 5 neue Glocken, gegossen von Karl (III) Otto, Glockengießerei F. Otto, Bremen-Hemelingender.
| Nr. | Patron      | Durchmesser (mm) | Gewicht (kg) | Nominal | Inschrift |
| --- | ----------- | ---------------- | ------------ | ------- | --- |
| 1   | Christkönig | 1540             | 2300         | c1 ±0   | "CHRISTUS DEM KÖNIG DER EWIGKEITEN, WILL ICH LOBSINGEN ZU ALLEN ZEITEN" |
| 2   | Maria       | 1290             | 1350         | es1 +2  | "BEWAHR DER FRAUEN SITT UND ZUCHT, DER MÄNNER GLAUB’ UND TUG’D." |
| 3   | Josef       | 1150             | 1000         | f1 +2   | DEM HEILIGEN JOSEF ZUM DANKE FÜR DIE ERHALTUNG DER KIRCHE (1939-1945)! "ST. JOSEF, TREUER ARBEITSMANN, NIMM DICH DER SORGEN ALLER AN; BEI JESUS, DEINEM PFLEGESOHN, UM ARBEIT BITT UND RECHTEN LOHN." |
| 4   | Cäcilia     | 1030             | 700          | g1 +1   | HEILIGE CÄCILIA, PATRONIN UNSERER PFARRE, MIT DIR BITTEN WIR: "LAß MEIN HERZ MAKELLOS BLEIBEN, LAß MICH NICHT ZUSCHANDEN WERDEN!"                                                                     |
| 5   | Jesus Kind  | 980              | 580          | as1 +2  | "LASSET DIE KINDLEIN ZU MIR KOMMEN!" |

„Te Deum laudamus“